# نواب قزلباش
{لحن|تاریخ=آوریل ۲۰۱۸}}
نواب قزلباش، فعال سیاسی و عضو سابق هیئت‌مدیره انجمن صنفی طراحان گرافیک ایران است.
یکی از آثار شاخص قزلباش پوستر اعتراضی با عنوان «نه» است که در همبستگی با بیانیه دانشجویان دانشگاه هنر خلق شد. بیانیه ای که به حاکمیت تأکید میکند: «میان ما و شما دریایی خون فاصله است… هیچ حرفی با شما نداریم الا یک کلمه: نه.»
نواب قزلباش، برای اجرای حکم چهار ماه حبس تعزیری خود روز یک‌شنبه ۲۶ مرداد ۱۴۰۴ به زندان اوین منتقل شد.
همچنین صفحه اینستا گرامی این هنرمند از طرف نهادهای قضایی مسدود شده است. 